# Kajetan Wolniewicz
Kajetan Wolniewicz (ur. 19 marca 1957) – polski aktor teatralny i telewizyjny.

## Życiorys
Od 1981 r. jest absolwentem Państwowej Wyższej Szkoły Teatralnej w Krakowie (w 1982 uzyskał dyplom). Zaczynał grać na deskach Teatru Bagatela w Krakowie (1981–1992). Od 2005 roku związany jest z krakowskim Teatrem Ludowym. Współpracuje także z Operą Krakowską, Teatrem STU, Teatrem Barakah w Krakowie, Teatrem Muzycznym w Łodzi.

## Filmografia
- 1984–2006 Spotkanie z Balladą jako Władek
- 1995–1996 – Opowieść o Józefie Szwejku i jego drodze na front, jako dziennikarz
- 1999– Przygody dobrego wojaka Szwejka, jako dziennikarz
- 2000–2001 – Klinika pod Wyrwigroszem, jako właściciel kamienicy
- 2005–  Szanse finanse, jako inspektor
- 2009–  Generał. Zamach na Gibraltarze, jako lektor
- 2009–  Janosik. Prawdziwa historia
- 2009–  Plebania (odc. 1318, 1320) jako Pajdziuk
- 2010– Szpilki na Giewoncie (odc. 4), jako góral
- 2011– Układ warszawski jako Władzio (odc. 10)
- 2016– Pierwsza miłość jako bezdomny
- 2019– Barwy szczęścia (odc. 2112, 2113, 2176, 2181) jako szarlatan Abaj

### Dubbing
- 2021: Eternals – Karun[1]